# Duquesne (tàu tuần dương Pháp)
Duquesne là một tàu tuần dương hạng nặng của Hải quân Pháp, là chiếc dẫn đầu của lớp Duquesne được chế tạo theo khuôn khổ giới hạn của Hiệp ước Hải quân Washington.
Được đặt tên theo vị Đô đốc Pháp Abraham Duquesne vào Thế kỷ XVII, con tàu được chế tạo bởi Xưởng vũ khí Brest. Duquesne được đặt lườn vào ngày 30 tháng 10 năm 1924, hạ thủy vào ngày 17 tháng 12 năm 1925 và được hoàn tất vào ngày 6 tháng 12 năm 1928.
Duquesne đã tham gia hoạt động trong Chiến tranh Thế giới thứ hai. Vào tháng 1 năm 1940, nó tham gia vào việc săn tìm thiết giáp hạm bỏ túi Đức Admiral Graf Spee, rồi sau đó quay trở về Alexandria. Đến ngày 3 tháng 7, Hải đội Pháp dưới quyền Đô đốc René-Emile Godfroy tại Alexandria bị phong tỏa bởi hạm đội Hải quân Hoàng gia Anh thực hiện Chiến dịch Catapult. Godfroy đã tránh cho lực lượng khỏi bị tiêu diệt bằng cách thương lượng giải giáp hạm đội và ở lại trong cảng cho đến khi chiến tranh kết thúc. Sang tháng 6 năm 1943, nó tham gia vào Lực lượng Hải quân Pháp Tự do và phục vụ tại Đại Tây Dương.
Duquesne trải qua đợt tái trang bị vào năm 1945, rồi sau đó phục vụ tại Đông Dương cho đến năm 1947. Nó ngừng hoạt động vào năm 1950 và bị tháo dỡ năm 1955.